# Idiocerus pyramidatus
Idiocerus pyramidatus är en insektsart som beskrevs av Delong och Caldwell 1937. Idiocerus pyramidatus ingår i släktet Idiocerus och familjen dvärgstritar. Inga underarter finns listade i Catalogue of Life.